# 阿米伊 (厄尔-卢瓦省)
阿米伊（法語：Amilly，法語發音：[amiji]）是法国厄尔-卢瓦省的一个市镇，属于沙特尔区。

## 地理
阿米伊（48°26'31"N, 1°23'32"E）面积20.01 平方千米，位于法国中央-卢瓦尔河谷大区厄尔-卢瓦省，该省份为法国北部内陆省份，北起顺时针与厄尔省、伊夫林省、埃松省、卢瓦雷省、卢瓦-谢尔省、萨尔特省和奧恩省接壤。
与阿米伊接壤的市镇（或旧市镇、城区）包括：圣欧班德布瓦、巴约莱韦克、曼维利耶、吕塞、厄尔河畔丰特奈、厄尔河畔圣乔治、桑特赖。

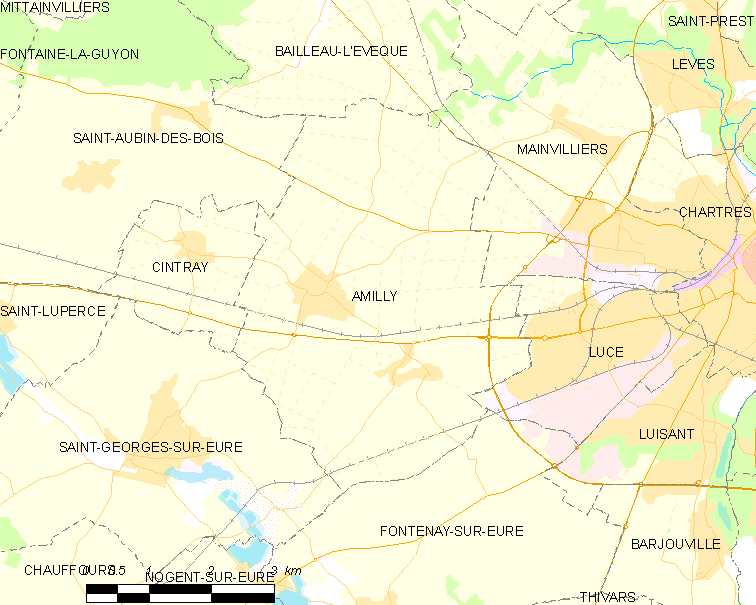
的OSM定位图

阿米伊的时区为UTC+01:00、UTC+02:00（夏令时）。

## 行政
阿米伊的邮政编码为28300，INSEE市镇编码为28006。

## 政治
阿米伊所属的省级选区为吕塞县。

## 人口

1962-2008年间人口变化图示

阿米伊于2022年1月1日时的人口数量为1823人。